# Tiwanaku
Tiwanaku (tiếng Tây Ban Nha: Tiahuanaco hoặc Tiahuanacu) là một địa điểm khảo cổ Tiền Columbo quan trọng ở phía tây Bolivia gần hồ Titicaca, và là một trong những địa điểm khảo cổ lớn nhất ở Nam Mỹ. Bề mặt của nó vẫn còn khoảng 4 km vuông là nơi có rất nhiều đồ gốm trang trí, các cấu trúc hoành tráng và các khối đá khổng lồ. Nó đạt hưng thinh vào khoảng năm 800 sau Công nguyên với dân số khoảng từ 10.000 đến 20.000 người.
Nó lần đầu được ghi nhận trong văn bản lịch sử là vào năm 1549 bởi nhà chinh phục người Tây Ban Nha Pedro Cieza de León trong quá trình ông tìm kiếm thủ đô Qullasuyu của miền nam đế quốc Inca.
Một số người đã đưa ra giả thuyết rằng, tên hiện đại của Tiwanaku có liên quan đến thuật ngữ taypiqala trong tiếng Aymara, có nghĩa là "hòn đá ở trung tâm", ám chỉ niềm tin rằng nó nằm ở trung tâm của thế giới. Tên mà Tiwanaku được người dân biết đến có thể đã bị mất vì khi đó họ không có ngôn ngữ viết. Heggarty và Beresford-Jones cho rằng, tiếng Puquina rất có thể ngôn ngữ nói của người Tiwanaku.

## Mô tả

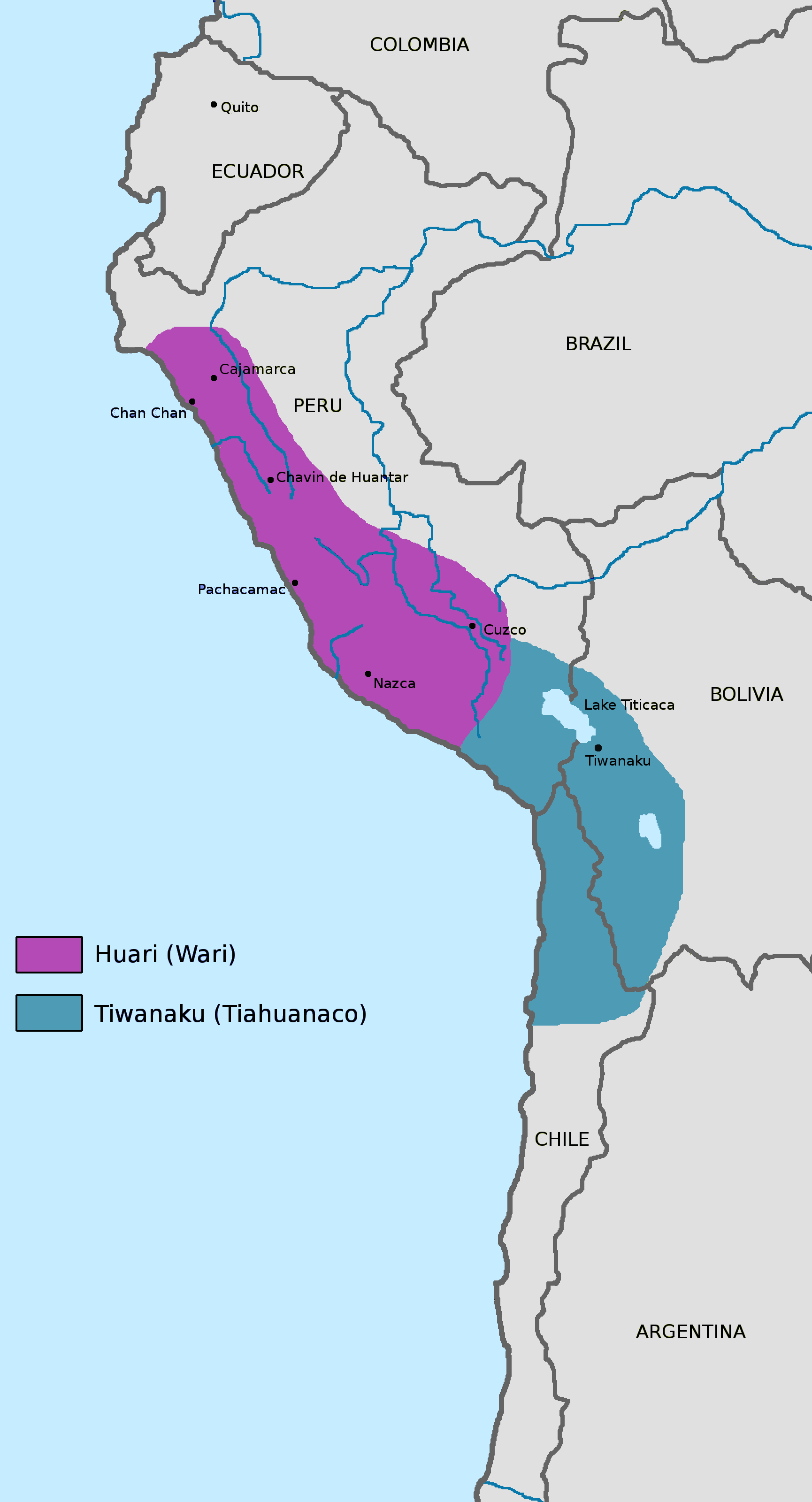
Vùng Trung tâm Horizon

Khu vực xung quanh Tiwanaku có thể đã có người cư trú vào đầu những năm 1500 trước Công nguyên (TCN) và là một làng nông nghiệp nhỏ. Hầu hết các nghiên cứu cho rằng Tiwanaku IV và V phát triển trong thời gian giữa năm 300 tới 1000 và Tiwanaku tăng đáng kể về quyền lực. Trong khoảng thời gian từ 300 TCN và 300 sau, Tiwanaku được cho là đã trở thành một trung tâm lý luận và vũ trụ mà nhiều người hành hương biết đến. Những ý tưởng về vũ trụ là điềm báo trước của đế quốc hùng mạnh Tiwanaku. Năm 1945, Arthur Posnansky  sử dụng kỹ thuật thiên văn ước tính Tiwanaku có tuổi lên tới 15.000 năm. Sau đó, như một kết quả của việc đánh giá lại các kỹ thuật mà Posnansky sử dụng, chuyên gia khảo cổ học thiên văn kết luận rằng điều đó là không hợp lý.
Vị trí Tiwanaku nằm giữa hồ và vùng cao nguyên khô cằn cung cấp nguồn lực quan trọng về cá, chim tự nhiên, cây trồng và chăn thả gia súc, đặc biệt là lạc đà không bướu. Titicaca là hồ nước điều tiết môi trường hiệu quả nhất trong khu vực với lượng mưa phong phú mà văn hóa Tiwanaku sử dụng khai thác và phục vụ trong canh tác nông nghiệp. Đi xa hơn về phía đông, Altiplano là một vùng đất cực kỳ khô cằn. Độ cao của hồ Titicaca cần thiết cho sự phát triển kỹ thuật canh tác đặc biệt được gọi là suka kollus (trồng trọt tại các vùng sườn dốc cao).Kỹ thuật nông nghiệp chiếm phần đáng kể của họ, cùng với các lĩnh vực trong tưới tiêu, chăn thả, ruộng bậc thang và qochas (hồ nhân tạo) . Gò trồng nhân tạo lớn tạo từ việc ngăn cách bởi kênh rạch đầy nước. Các kênh rạch này cung cấp độ ẩm cho cây trồng phát triển, nhưng nó cũng hấp thụ nhiệt từ bức xạ mặt trời vào ban ngày. Nhiệt độ ban ngày tuy cao nhưng đêm ở đây lại rất lạnh lẽo khi sương xuống. Dấu vết của quá trình quản lý sử dụng cũng được tìm thấy trong khu vực Llanos de Moxos (đồng bằng lương thực Amazon của Moxos). Theo thời gian, các kênh rạch cũng được sử dụng để nuôi cá, và ống dẫn bùn được dùng để nạo vét làm phân bón.
Suka kollus sản xuất được sản lượng lương thực cực kỳ ấn tượng. Trong khi nông nghiệp truyền thống trong khu vực thường mang lại 2,4 tấn khoai tây mỗi hecta, và nông nghiệp hiện đại (với phân hoá học và thuốc trừ sâu) sản lượng cũng chỉ khoảng 14,5 tấn mỗi hecta thì với kỹ thuật canh tác suka kollus sản lượng trung bình khoảng 21 tấn mỗi ha.
Đáng chú ý, các lĩnh vực thử nghiệm tái tạo vào những năm 1980 bởi Alan Kolata và Oswaldo Rivera thuộc trường Đại học Chicago  10% sản lượng bị đóng băng trong mùa đông năm 1988 đã làm giảm 70-90% sản lượng sản xuất cho thấy việc giống cây trồng chống lại sương bị chết đã làm một nền văn minh bị diệt vong. Với những lý do này, tầm quan trọng của suka kollus là không hề được phóng đại.
Dân số tăng lên, mỗi thành viên của xã hội đã được phân công một chức năng nhiệm vụ cụ thể. Tiwanaku cũng có vài tổ chức thương mại thị trường dựa trên phân phối. Đó là, các tầng lớp thượng lưu của đế chế kiểm soát cơ bản tất cả sản lượng lương thực trong nền kinh tế, cung cấp cho mỗi người bình thường các nguồn lực cần thiết cho cuộc sống hàng ngày. Một số ngành nghề bao gồm nông nghiệp, chăn nuôi gia súc cũng có sự tách biệt này tạo ra một sự phân chia giai cấp trong đế chế. Tiwanaku được bao bọc bởi bốn bức tường và bao quanh là một con hào. Con hào này được tin là tạo ra hình ảnh của một hòn đảo thiêng. Bên trong các bức tường có nhiều hình ảnh về nguồn gốc của con người chỉ có giới thượng lưu là có đặc quyền, bất chấp thực tế là đại diện cho sự khởi đầu không chỉ riêng gì tầng lớp thượng lưu. Dân thường chỉ có thể vào trong cấu trúc này cho các mục đích nghi lễ vì đó là quê hương của linh thiêng nhất của đền thờ.